# مملكة بويز

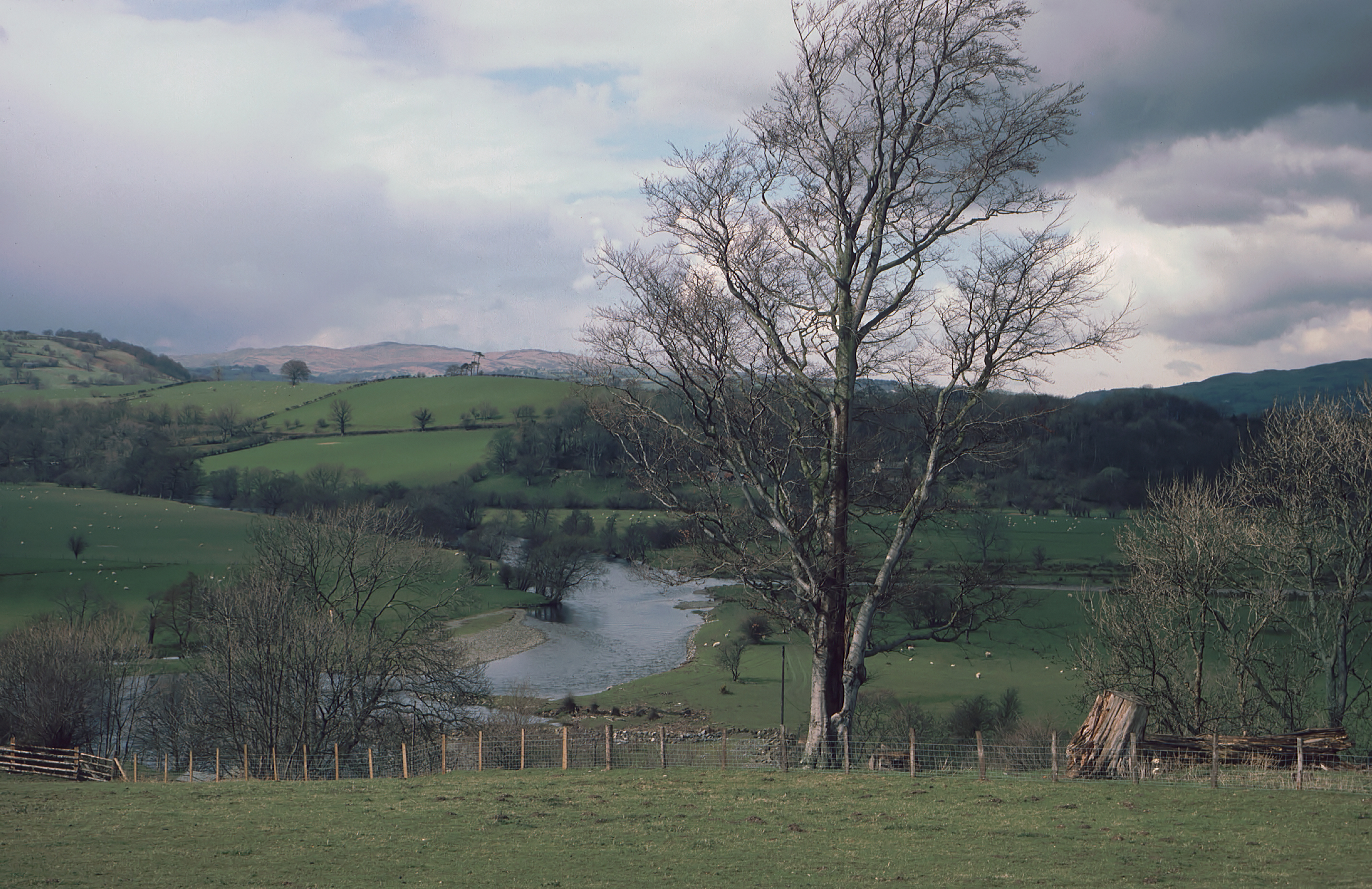
مشهد لبويز بالقرب من فويل

كانت مملكة بويز (بالويلزية: Teyrnas Powys) هي دولة ويلز الخلف، ومملكة صغيرة وإمارة ظهرت خلال العصور الوسطى بعد نهاية الحكم الروماني في بريطانيا. وشملت تقريبًا الثلثين العلويين من مقاطعة بويز الحديثة وجزءًا من ميدلاند الغربية الإنجليزية الحالية (انظر الخريطة). بتعبير أدق، وبحسب توزّع الأراضي القبلية الرومانية البريطانية لأوردوفايسيس في الغرب وكورنوفي (الميدلاند) في الشرق، امتدت حدودها في الأصل من جبال كامبريا في الغرب حتى منطقة ميدلاند الغربية الحديثة في إنجلترا في الشرق. وكانت الوديان الخصبة لنهرَي سيفرن وتيرن موجودة في هذه المنطقة، وأشير لاحقًا لهذه المنطقة في الأدب الويلزي باسم «جنة بويز».

## التسمية
يُعتقد أن اسم بويز مشتق من الكلمة اللاتينية باغوس التي تعني «الريف»، وباغينسيس التي تعني «قاطني الريف»، وكذلك أصول الكلمة الفرنسية «بايس»، والإنجليزية بيسانت «فلاحين». نُظّمت هذه المنطقة خلال حكم الإمبراطورية الرومانية كمقاطعة رومانية عاصمتها فيكتوريوم كورنوفيوريوم (روكسيتر الحالية)، رابع أكبر مدينة رومانية في بريطانيا.

## أوائل العصور الوسطى

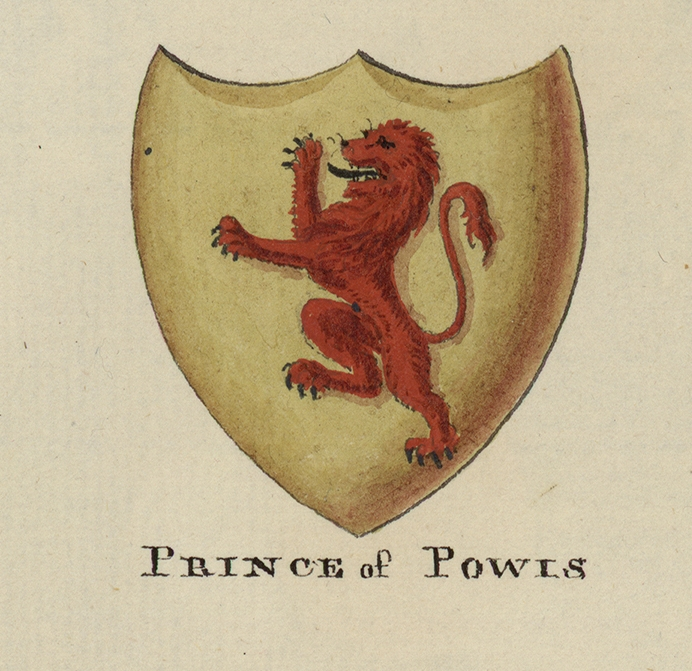
صورة من مجموعة من 8 مجلدات إضافية مصورة لكتاب "جولة في ويلز" لتوماس بينانت (1726-1798) الذي يروي الرحلات الثلاث التي قام بها عبر ويلز بين عامي 1773 و1776. هذه المجلدات فريدة من نوعها لأنها جُمعت لمكتبة بينانت الخاصة في داونينج. تم إنتاج هذه الطبعة في عام 1781. تتضمن المجلدات عددًا من الرسومات الأصلية لموسى جريفثس وإنجلبي وغيرهما من الفنانين المعروفين في تلك الفترة. توماس بينانت (1726-1798)

حُكمت بويز طوال العصور الوسطى المبكرة من قبل سلالة غورثرينيون الحاكمة، وهي عائلة تدعي أن نسبها ينحدر من ذرية الأمير فورتيغرن والأميرة سيفيريا، ابنة ماغنوس ماكسيموس. أظهرت الأدلة الأثرية أنه في الفترة ما قبل الرومانية كانت فيكرونيوم كورنوفيوريوم مركزًا حضريًا في القرن السادس، وبذلك من الممكن أنها كانت هي عاصمة بويز. بحسب سجل أحداث هيستوريا بريتونوم، الذي كُتب حوالي عام 828 م، سُميت البلدة باسم كاير جوريكون، وكانت إحدى بلداته الثمانية والعشرين البريطانية في بريطانيا الرومانية. في القرون التالية، تجاوز المستوطنون الإنجليز الحدود الشرقية لبويز عبر أراضي مرسيا الأنغلية. حدثت هذه العملية بشكل تدريجي، ولم تؤكّد السيطرة الإنجليزية على ميدلاندز الغربية حتى أواخر القرن الثامن.
في عام 549، وصل طاعون جستنيان -تفشي سلالة من الطاعون الدبلي- إلى بريطانيا، وتدمرت المجتمعات الويلزية، وأصبحت كل القرى والأرياف خالية من السكان. لكن كان الإنجليز أقل تأثراً بهذا الطاعون؛ فقد كانت اتصالاتهم التجارية بين القارات أقل بكثير مقارنة مع غيرهم في هذا الوقت. وليواجه تقلص القوى العاملة وزيادة التعدي الإنجليزي، نقل الملك بروشويل سغيتروغ البلاط من غاير غوريكون إلى بينغويرن، الموقع بالتحديد غير معروف ولكن قد يكون في شروزبيري، أو في دين غوريكون.
تشابكت جيوش إلفذلفريث من نورثمبريا في عام 616 مع البويزيين. ولأن إلفذلفريث رأى فرصة مناسبة لتدمير العلاقة بين شمال ويلز ومملكة ريجيد غزا الأراضي الشمالية لبويز. وكان إلفذلفريث السبب في حدوث معركة بالقرب من تشيستر وهزم سيليف وحلفاءه. بحسب ما كتبه بيدا ذبح إلفذلفريث الوثني في بداية المعركة 1200 راهب من دير بانجور أون دي الذي كان له أهمية في مايلور، وبرّر ذلك، بحسب قوله «إنهم يقاتلون ضدنا لأنهم يعارضوننا بصلواتهم». قُتل سيليف ابن سينان أيضًا في المعركة وربما كان أول ملوك بويز الذين يدفنون في كنيسة القديس تيزيليو في ميفود، والذي عُرف لاحقًا باسم إيغلويس تيزيليو وضريح السلالة الملكية.
في حال كان الملك سينديلان من بينغويرن من سلالة بويز الملكية، فمن الممكن وجود قوات من بويز في معركة ميس كوغيوي في عام 642. بحسب سلسلة القصائد الإنغلينية كانو هيليد التي كُتبت في القرن التاسع على الأرجح، فقد نُهبت المنطقة المحيطة ببينغويرن بعد أن ذُبحت العائلة الملكية فيها وضُمت معظم أراضيها إلى مرسيا، وبعض الأراضي الأخرى إلى بويز. ومع ذلك، يُعتقد الآن أن هذا التفسير يمثل تخيلات القرن التاسع لما يُعتقد أنه حدث في القرن السابع، ومستوحى من الوضع السياسي لبويز في القرن التاسع.

كتب دافيز أن بويز استمتعت بظهور حملات ناجحة ضد الإنجليز في الأعوام 655، و705، و707، و722. نُقل البلاط إلى قلعة ماذرافال في وادي نهر فيرنوي بحلول عام 717، (ربما) من قبل الملك إليسيد ابن غويلوغ (في عام 755). دفعت نجاحات إليسيد بإيذلباد ملك مرسيا إلى بناء واتس ديك (سد وات الترابي). من الممكن أنه بُني بموافقة إليسيد، وبسبب هذه الحدود الممتدة شمالًا من وادي سيفيرن إلى مصب  نهر دي، أُعطيت أسويستري إلى بويز. يبدو أن أوفا ملك ميرسيا هو الذي كان مسؤولًا عن إجراء هذه التشاورات/الاستشارات عندما أنشأ هذا السد الترابي الأكبر، الذي يُعرف الآن باسم أوفا دايك، أو سد أوفا (بالويلزية: كلاود أوفا). كتب ديفيز عن دراسة سيريل فوكس لأوفا دايك:
«في أثناء التخطيط له، كانت هناك درجة من التشاور مع ملوك بويز وغوينت. على الجبل الطويل بالقرب من تريليستان، ينحرف السد إلى الشرق، تاركًا المنحدرات الخصبة للويلزيين، وقد صُمم بالقرب من ريوابون بشكل يضمن بقاء حصن بينيغادين بحوزة كاديل ابن بروتشويل. وبالنسبة لأوفا الغوينتي فقد صمم السد على القمة الشرقية للمضيق، بنية إيضاح أن نهر واي، وحركة الملاحة عبره تنتمي إلى مملكة غوينت».[بحاجة لمصدر]
نقل هذا الحد الجديد أوزويستري إلى الجانب الإنجليزي، وهاجم أوفا بويز في عام 760 في هيرفورد، ومرة أخرى في الأعوام 778 و784 و796. بقي سد أوفا لوقت طويل الحد بين الويلزيين والإنجليز، على الرغم من أن الويلزيين سيستعيدون بحلول القرن الثاني عشر المنطقةَ الواقعة بين نهر دي ونهر كونوي، والمعروفة آنذاك باسم بيرفيدوالد أو «ميدلاند».

## رودري، وهيويل، وغروفيد

علم غوينيد

توحّدت بويز وغوينيد عندما تزوج الملك ميرفين فريتش الغويندي من الأميرة نيست فيرتش كاديل، التي كانت أخت الملك سينجين البويزي، الممثل الأخير لسلالة غورثيريون. مع وفاة سينجين في عام 855 أصبح رودري العظيم ملك بويز، بعد أن كان قد أصبح وريث غوينيد في العام السابق. شكّل هذا أساسًا لمزاعم الغوينيديين المستمرة بسيادتهم المطلقة على بويز للسنوات الـ 443 القادمة.
حكم رودري الكبير معظم ويلز الحديثة حتى وفاته في عام 878. واستمر أبناؤه وسلالاتهم الملكية في الحكم على نفس المنوال في تاريخ ويلز، وكل منها يدعي النسب من رودري. ورث ميرفين بويز، في حين أسّس أخواه أنارواد ابن رودري وكاديل سلالتي أبرفراو ودينفور الحاكمة على التوالي في غوينيد.
في عام 942 استولى الملك هيويل ددا من ديهيوبارث (وهو حفيد رودري من ابنه الثاني كاديل) على غوينيد بعد وفاة ابن عمه إيدوال فويل. من الواضح أنه أخذ بويز من ليويلين ابن ميرفين، ورتب في نفس الوقت لزواج مع السلالة الحاكمة بين أطفالهم. أسس هيويل ديهيوبارث في عام 920 بسبب ميراثه من جهة الأم والأب، وحافظ على علاقات وثيقة مع أثيلستان، ملك الأنجلوساكسون، وغالبًا ما كان يزور بلاط إلذيلستان. درس هيويل النظام القانوني الإنجليزي وأصلح القانون الويلزي بما يناسب مملكته (سميت فيما بعد سيفرايث هيويل أو «قوانين هيويل»)، وعندما ذهب إلى الحج في روما في عام 928 أخذ مجموعته من القوانين، التي يُزعم أنها كانت مُباركة من قبل البابا.